# Dassault Mystère
Dassault MD.452 Mystère a fost un avion de vânătoare-bombardament de fabricație franceză din anii 1950. Au fost construite 166 de bucăți în perioada anilor 1951-1957, dar aeronava a fost retrasă definitiv din uz în 1963.